# Global University Employability Ranking
Le Global University Employability Ranking est un classement mondial des universités en fonction de l’employabilité de leurs diplômés réalisé par la société Emerging Data, dont les résultats sont publiés par Times Higher Education.
Le classement s'appuie sur les opinions des recruteurs internationaux. En 2020, l'enquête a porté sur 9 000 employeurs de 22 pays différents, avec différents critères : sélection des étudiants, qualité des enseignants, qualités professionnelles, culture numérique, entrepreneuriat, etc. Il est publié annuellement depuis 2010.
Campus France précise que « ... selon le THE [encore], depuis cinq ans, son ranking employabilité est devenu « le 2e système de classement universitaire le plus consulté par les employeurs » ».

## Classement des universités mondiales
| Université                                                                                            | Pays        | Rang mondial d'employabilité 2019 | Rang mondial d'employabilité 2020 | Rang mondial d'employabilité 2021 |
| --- | ----------- | --------------------------------- | --------------------------------- | --------------------------------- |
| Massachusetts Institute of Technology                                                                 | États-Unis  | 3                                 | 2                                 | 1                                 |
| Université Stanford                                                                                   | États-Unis  | 5                                 | 7                                 | 2                                 |
| Université de Californie à Los Angeles (UCLA)                                                         | États-Unis  |                                   |                                   | 3                                 |
| Université de Sydney                                                                                  | Australie   |                                   |                                   | 4                                 |
| Université Harvard                                                                                    | États-Unis  | 1                                 | 3                                 | 5                                 |
| Université Tsinghua                                                                                   | Chine       |                                   |                                   | 6                                 |
| Université d'Oxford                                                                                   | Royaume-Uni | 11                                | 5                                 | 7                                 |
| Université de Melbourne                                                                               | Australie   |                                   |                                   | 8                                 |
| Université Cornell                                                                                    | États-Unis  |                                   |                                   | 9                                 |
| Université de Hong Kong                                                                               | Chine       |                                   |                                   | 10                                |
| Université de Cambridge                                                                               | Royaume-Uni | 4                                 | 4                                 | 11                                |
| Institut polytechnique de Paris (École polytechnique, ENSTA, ENSAE, Télécom Paris, Télécom Sud Paris) | France      |                                   |                                   | 12                                |
| Université de Chicago                                                                                 | États-Unis  |                                   |                                   | 13                                |
| Université Yale                                                                                       | États-Unis  | 9                                 | 10                                | 14                                |
| Université de Princeton                                                                               | États-Unis  | 8                                 | 14                                | 15                                |
| Université de New York                                                                                | États-Unis  | 16                                | 11                                | 16                                |
| Université nationale de Singapour                                                                     | Singapour   | 14                                | 9                                 | 17                                |
| Université Columbia                                                                                   | États-Unis  | 13                                | 16                                | 18                                |
| Université de Pennsylvanie                                                                            | États-Unis  |                                   |                                   | 19                                |
| Université de Londres                                                                                 | Royaume-Uni |                                   |                                   | 20                                |
| Université de Toronto                                                                                 | Canada      | 15                                | 8                                 | 21                                |
| École polytechnique fédérale de Zurich                                                                | Suisse      | 12                                | 13                                | 22                                |
| Université de Pékin                                                                                   | Chine       | 18                                | 17                                | 23                                |
| Université de Waterloo                                                                                | Canada      |                                   |                                   | 24                                |
| Université de Tokyo                                                                                   | Japon       | 7                                 | 6                                 | 25                                |
| California Institute of Technology                                                                    | États-Unis  | 2                                 | 1                                 |                                   |
| Université technique de Munich                                                                        | Allemagne   | 6                                 | 12                                |                                   |
| Université nationale australienne                                                                     | Australie   | 29                                | 15                                |                                   |
| Imperial College London                                                                               | Royaume-Uni | 26                                | 18                                |                                   |
| Université Johns-Hopkins                                                                              | États-Unis  | 21                                | 19                                |                                   |
| École polytechnique fédérale de Lausanne                                                              | Suisse      | 19                                | 20                                |                                   |
| King's College de Londres                                                                             | Royaume-Uni | 31                                | 21                                |                                   |
| CentraleSupélec                                                                                       | France      | 44                                | 22                                |                                   |
| Université McGill                                                                                     | Canada      | 17                                | 23                                |                                   |
| École des hautes études commerciales de Paris                                                         | France      | 22                                | 24                                |                                   |
| IE University                                                                                         | Espagne     | 23                                | 25                                |                                   |

## Classement des universités françaises
Le classement ci-dessous des universités françaises pour l'année 2020 selon l'employabilité est extrait de l'étude mentionnée ci-dessus de la société Emerging Data et publiés par Times Higher Education. 18 établissements français sont classés parmi les 250 mondiaux. Times Higer Education publie également un classement global des universités mondiales qui est différent du classement de l'employabilité.
|                                                           | Rang mondial d'employabilité 2020 | Rang mondial d'employabilité 2019 | Rang au classement mondial des universités QS 2020-2021 | Remarques                                                                                 |
| CentraleSupélec                                           | 22                                | 44                                | 138                                                     | Rattaché à l'Université Paris-Saclay au 1er janvier 2020                                  |
| HEC Paris                                                 | 24                                | 22                                | n.d.                                                    |                                                                                           |
| École polytechnique                                       | 30                                | 28                                | 61                                                      |                                                                                           |
| École normale supérieure (PSL)                            | 34                                | 30                                | 52                                                      | Classé sous PSL dans QS                                                                   |
| EM Lyon                                                   | 36                                | 39                                | n.d.                                                    |                                                                                           |
| MINES ParisTech (PSL)                                     | 40                                | 41                                | 52                                                      | Classé sous PSL dans QS                                                                   |
| EDHEC Business School                                     | 59                                | 60                                | n.d.                                                    |                                                                                           |
| Faculté des sciences et ingénierie de Sorbonne Université | 63                                | 66                                | 83                                                      |                                                                                           |
| ESSEC Business School                                     | 80                                | 83                                | n.d.                                                    |                                                                                           |
| Université Paris-Sud (Université Paris-Saclay)            | 112                               | 111                               | 291                                                     | Changement de périmètre au 1er janvier 2020 avec la création de l'Université Paris-Saclay |
| ESCP Europe                                               | 115                               | 117                               | n.d.                                                    |                                                                                           |
| Sciences Po                                               | 138                               | 143                               | > 500                                                   |                                                                                           |
| Université Paris-Dauphine (PSL)                           | 142                               | 46                                | 52                                                      | Classé sous PSL dans QS                                                                   |
| Arts et Métiers ParisTech                                 | 150                               | 182                               | n.d.                                                    |                                                                                           |
| École des ponts ParisTech                                 | 177                               | 169                               | 242                                                     |                                                                                           |
| École Centrale de Lyon                                    | 178                               | 167                               | >500                                                    |                                                                                           |
| SKEMA Business School                                     | 240                               | 249                               | n.d.                                                    |                                                                                           |
| Télécom Paris                                             | 244                               | 217                               | >500                                                    |                                                                                           |

## Classement des pays selon l'employabilité
Selon Le Figaro et Campus France, il est possible d'établir un classement de l'employabilité par pays en utilisant comme critère le nombre d'universités de chaque pays qui figurent parmi les 250 premières mondiales :
| Pays        | Rang mondial d'employabilité 2020 | Nombre d'universités dans le top 250 |
| ----------- | --------------------------------- | ------------------------------------ |
| États-Unis  | 1                                 | 51                                   |
| France      | 2                                 | 18                                   |
| Allemagne   | 3                                 | 17                                   |
| Royaume-Uni | 4                                 | 14                                   |
| Chine       | 5                                 | 10                                   |

Campus France fait également remarquer qu'il y a 9 établissements français dans le top 100 mondial.
Les jeunes Français seraient donc les deuxièmes les plus recherchés par les recruteurs derrière les Américains,,.